# فتح‌الله خان اکبر
فتح‌الله خان اکبر (۱۲۳۴ – ۱۳۱۷) ملقب به سردار منصور، سپهدار اعظم و معروف به سپهدار رشتی نماینده مجلس، وزیر و نخست‌وزیر ایران در دوران مشروطه از آبان ۱۲۹۹ ه‍.ش بود که با کودتای ۳ اسفند ۱۲۹۹ سید ضیا طباطبایی و رضاخان سرنگون شد.
در زمان‌های مختلف او با لقب‌های پی در پی مانند بیگلربیگی، سالار افخم، سالار اعظم، سردار منصور (از ۱۳۲۰ قمری) و سپهدار اعظم (از ۱۳۳۳ قمری) شناخته شده است.

## اوایل زندگی
فتح‌الله یکی از نامداران ثروتمند گیلان، فرزند حاج میرزا محمدعلی امشه‌ای، معروف به حاجی خان، در سال ۱۲۷۳ ه‍.ق (۱۲۳۴ ه‍.ش) به دنیا آمد و پس از اتمام تحصیلات در حد سطح، همچون پسرعمویش صادق خان اکبر محتشم‌الملک (سردار معتمد بعدی) وارد تشکیلات عریض و طویل عموی متمول و متنفذ خود اکبرخان بیگلربیگی (مالک و حاکم مشهور دورهٔ ناصری و اجاره‌دار گمرکات شمال ایران) شد.

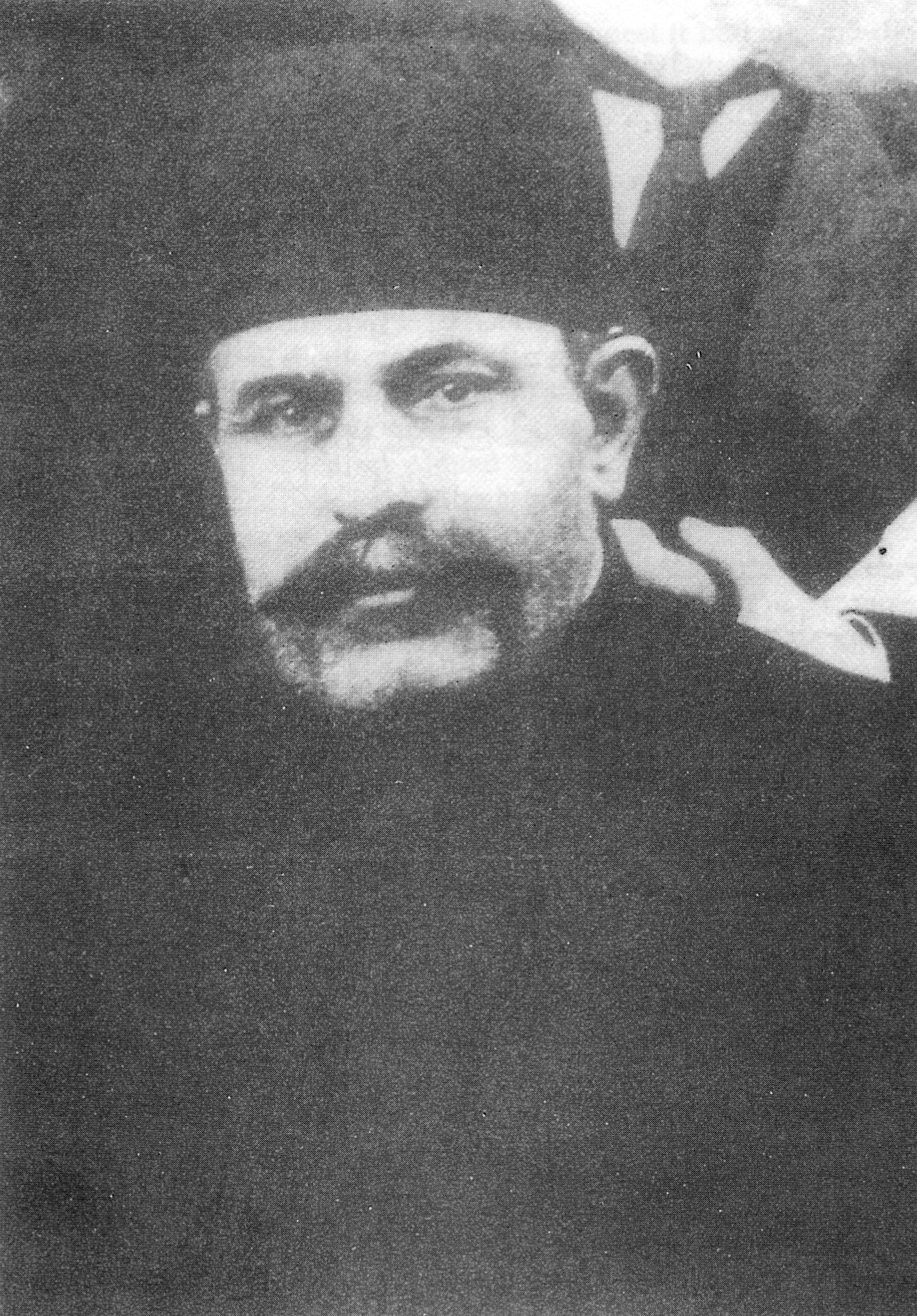

او و صادق خان خیلی زود مورد توجه اکبر خان قرار گرفتند و به نامزدی دو دختر او درآمدند. لیکن هنوز این نامزدی به ازدواج نینجامیده بود که اکبر خان در سال ۱۳۰۷ ه‍.ق بدرود حیات گفت و فتح‌الله خان با هدف حفظ دارایی بیگلربیگی در خانواده، ترجیح داد به‌جای دخترعمو با بیوهٔ جوان عموی خود ازدواج کند. از قضا دختری که نامزد فتح‌الله خان بود، اندکی بعد درگذشت و تمامی ثروت اکبر خان به تنها دختر و بیوهٔ او و در واقع به فتح‌الله خان و صادق خان رسید.

## فعالیت سیاسی

فتح‌الله اکبر

فتح‌الله خان در همان سال ۱۳۰۷ ه‍.ق با درجه امیر تومانی و عنوان بیگلربیگی اجاره دار گمرکات شمال ایران شد و بر جای عموی خود نشست و به تدریج ملقب به سالار افخم، سالار اعظم و سردار منصور شد.
فتح‌الله خان سردار منصور مقارن با انقلاب مشروطیت برای اداره تلگرافخانه راهی پایتخت و در آنجا با آزادی خواهان و مشروطه طلبان آشنا شد و به آنان پیوست.
در سال ۱۳۱۸ ه‍.ق سرویس پستی به مبلغ شصت هزار تومان در سال به فتح‌الله خان اجاره داده شد و او به عنوان وزیر پست انتخاب شد. پس از شروع به کار دولت مشروطه، از جنبش قانون‌خواهی حمایت کرد و یک روز پس از برکناری از سمت وزیر پست و تلگراف در سال ۱۳۲۶ ه‍.ق دو هفته پیش از به توپ بسته شدن مجلس شورای ملی، به فرمان محمدعلی‌شاه قاجار به کلات در خراسان تبعید شد؛ ولی چندی بعد که عمو زادگانش؛ میرزا کریم‌خان رشتی، عبدالحسین خان معزالسلطان (سردار محیی)، عمیدالسلطان و … با همکاری دیگر مشروطه‌خواهان انقلاب محرم ۱۳۲۷ ه‍.ق رشت را به راه انداختند و پس از آن قزوین و تهران را فتح کردند، او نیز قدرت یافت و به عضویت کمیسیون ۲۸ نفره سران مشروطه درآمد و دوباره به وزارت پست و تلگراف منصوب شد.
او سپس در کابینه محمدولی خان تنکابنی سپهدار اعظم در سمت خود ابقا شد و در ترمیم کابینه در ۳۰ اردیبهشت ۱۲۸۹ به سمت وزارت عدلیه منصوب گشت و تا پایان عمر این دولت در تیر ۱۲۸۹ بر این سمت بود.
سردار منصور در سال ۱۲۹۳ به عنوان نماینده طوالش و گرگان رود به مجلس شورای ملی رفت. در یازدهم اردیبهشت ۱۲۹۴ به عنوان وزیر عدلیه کابینه عین الدوله به مجلس معرفی شد. در پانزدهم تیر همان سال، دولت عین الدوله بر سر اغتشاشات کرمانشاه به استیضاح کشیده شد. عین الدوله و اعضای دولتش جلسه استیضاح را به حالت قهر ترک کردند و استعفا دادند. سردار منصور سپس در کابینه فرمانفرما وزیر پست و تلگراف شد.. سال بعد که محمدولی خان تنکابنی با لقب سپهسالار اعظم مجدداً رئیس‌الوزراء شد، فتح‌الله خان هم با لقب سپهدار اعظم مجدداً وزیر پست و تلگراف شد. به همین خاطر در تاریخ، محمدولی خان به سپهدار تنکابنی و فتح‌الله خان به سپهدار رشتی نامبردارند.
او از سال ۱۳۳۶ ه‍.ق (۱۲۹۵ ه‍.ش) در سه کابینه وثوق الدوله وزیر داخله و وزیر جنگ شد. تا اینکه در آبان ۱۲۹۹ ه‍.ش (۱۳۳۹ ه‍.ق) فرمان ریاست الوزرایی به نام او صادر شد. لیکن کابینه او پس از سه ماه با وقوع کودتای رضاخان میرپنج (سردار سپه و بعداً رضا شاه) سقوط کرد؛ پس از کودتا در سفارت بریتانیا در تهران پناهنده شد و سپس به خانه‌اش در رشت رفت.
سپهدار رشتی در آخرین ماه‌های عمر دوره چهارم به نمایندگی رشت به مجلس رفت. اعتبارنامه او در نوزدهم بهمن ۱۳۰۱ به تصویب رسید و عمر نمایندگی‌اش در این دوره به پنج ماه نکشید. در دوره پنجم هم بر کرسی نمایندگی رشت در مجلس نشست ولی پس از انقراض قاجاریه و روی کار آمدن سلسلهٔ پهلوی از فعالیت سیاسی کناره گرفت و تا زمان فوتش بیصدا در رشت زیست.
او عاقبت در سال ۱۳۱۷ ه‍.ش در تهران چشم از جهان فروبست و در گورستان ابن بابویه در آرام گاه خانوادگی به خاک سپرده شد.
وی به تناسخ اعتقاد داشت و به اطرافیان خود وعده برگشت داده بود.

## ارزیابی شخصیت
او اغلب احمق تصویر شده، ولی شغل و اقداماتش القا می‌کنند که احتمالاً ساده‌لوحی او حساب شده بوده است. اما آرنولد هنری ساویج لندور او را باهوش، زیرک و مهربان یافت.